# 劉維爾函數 (微積分)
在微积分学领域，刘维尔函数是一类函数，包括所有初等函数以及它们的任意次积分，也可以递归地定义为：
- 初等函数是刘维尔函数
- 如果一个函数是刘维尔函数，那么它的积分也是

所以，刘维尔函数对于算术运算，复合，微分，积分封闭，但是对求极限和无穷求和不封闭。

## 示例
- 所有的初等函数
- 误差函数
- 菲涅耳積分，对数积分，指数积分

所有刘维尔函数都是代数微分方程的解，但反之则不然。作为代数微分方程解但不是刘维尔函数的示例包括：
- 大多数贝塞尔函数
- 大多数超几何函数

所以，像：
- Γ函数
- ζ函数

它们不是代数微分方程解，所以自然不是刘维尔函数。